# 2021年Microsoft Exchange Server数据泄露
2021年Microsoft Exchange Server数据泄露是始于2021年1月的一起网路攻击和資料洩漏事件，資安公司戴夫寇爾、Volexity 和微軟公司的威脅情報中心（Microsoft Threat Intelligence Center，MTIC）在Microsoft Exchange Server中发现四个零日漏洞，攻击者可以完全访问受影响的服务器上的用户电子邮件和密码、獲得服务器上的管理员权限以及访问连接到同一网络的设备。攻击者通常会電腦上安装一个軟體後門，這樣攻击者可以完全访问受影响的服务器。2021年3月2日，微软发布了Microsoft Exchange Server 2010、2013、2016 和 2019 的更新以修补漏洞，但即使受影響的服务器安裝了漏洞補丁，後門程序不會被刪除，攻擊者依舊可以访问服务器。截至2021年3月9日，据估计有250,000台服务器遭到攻击，其中包括美国约30,000个企業和组织的服务器、英国約7,000台服务器以及欧洲银行业管理局、挪威議會和智利委员会金融市场(Chile's Commission for the Financial Market，CMF)的服务器。

## 肇事者推測
微软表示，此次攻击是由黑客組織Hafnium实施，Hafnium是一个被列為高级长期威胁、在中国境外运营的黑客组织，受中国共產黨支持。微软将Hafnium认定为“一个技术娴熟、经验丰富的攻擊者”，它曾經针对美国的实体發動网络攻擊，目的是這些實體中窃取訊息，攻擊對象包括美國的传染病研究人员、律师事务所、高等教育机构、国防承包商、政策智囊团和非政府组织。
中国政府否认参与黑客襲擊，称對中华人民共和国的指控“毫无根据”。
2021年7月19日，美国、英国、欧洲联盟、北大西洋公约组织和其他西方世界國家發表联合声明，指责中华人民共和国国家安全部是此次网络攻擊的幕後黑手。